# Sinceramente (canción de Annalisa)
Sinceramente es una canción de la cantante italiana Annalisa. Fue lanzada el 7 de febrero de 2024, a través de Warner Music Italia, como el quinto sencillo de su octavo álbum de estudio E poi siamo finiti nel vortice.
La canción compite en el 74.º Festival de San Remo, el festival musical de Italia que también sirve como selección nacional para el Festival de la Canción de Eurovisión. El 28 de junio de 2024 se lanzó la versión en español de la canción y se envió a las emisoras de radio españolas.

## Composición
La canción fue escrita por la propia cantante con Paolo Antonacci y Davide Simonetta, productor de la canción con Zef. En una entrevista para la revista Donna Moderna, Annalisa explicó el significado de la canción y su concepción:

"Es una canción sobre la libertad de ser: en cada manifestación, en cada paso de la vida, en cada estado de ánimo. Libre incluso para quejarse y ser comprendido, en lugar de ser juzgado o considerado histérico. [...] Es un reflexión que nació una noche en la que no dormía, como muchas veces me pasa, y tuve esa urgencia de decir, de contar. Sentí la necesidad de ser comprendida, acogida, escuchada sin prejuicios."

## Videoclip
El videoclip de la canción, dirigido por Giulio Rosati, fue lanzado el 7 de febrero de 2024 a través del canal de YouTube de la cantante. En el vídeo aparecen los alter ego personificados por la cantante en los vídeos de Bellissima, Mon amour y Ragazza sola.

## Posicionamiento en listas
| Listas (2024)                                                                                          | Mejor posición |
| --- | -------------- |
| Italia (FIMI)                                                                                          | 2              |
| Rumania (Romania Radio Airplay)Los campos de año y semana son obligatorios para las listas de Rumania. | 14             |